# Tore Browaldh-föreläsningen
Tore Browaldh-föreläsningen arrangeras varje år av Handelshögskolan vid Göteborgs universitet. En inbjuden föreläsare belyser ämnen som förhållandet mellan ekonomi, ekonomisk teori eller ekonomiskt system å ena sidan och samhällsåskådning, politiskt system och filosofi å den andra. 

## Bakgrund
1988 beslutade styrelsen för AB Volvo, som en erkänsla för Tore Browaldhs mångåriga insats som styrelseledamot, att avsätta medel till en stiftelse att förvaltas av Handelshögskolan vid Göteborgs universitet. Stiftelsens ändamål skall vara att en gång om året anordna en offentlig föreläsning, benämnd Tore Browaldh-föreläsningen vid Handelshögskolan i Göteborg. Den första föreläsningen ägde rum år 1989.

## Föreläsare genom åren
- 1989 — Sir Ralf Dahrendorf [1]
- 1997 — Professor Saskia Sassen, Columbia University
- 1999 — Jubileumsföreläsning: Moral och omoral i det ekonomiska livet 
  - Professor Hans De Geer; Moralen i skandalen eller den vita vågen
  - Direktör Leif Vindevåg: Etiska affärer - kan det löna sig?
- 2001 — Professor Nathan Rosenberg, Stanford University, USA
- 2003 — Professor Nicholas F. R. Crafts, University of Sussex, UK
- 2005 — Professor Joel Mokyr, Northwestern University, USA
- 2007 — Professor Peter Lorange, The IMD Business School, Lausanne, Switzerland
- 2009 — Professor Paul Krugman, professor of economics and international affairs at Princeton University , USA
- 2011 — Professor David Teece, University of California's Haas School of Business, Berkeley, USA
- 2012 — Professor Claes Wihlborg, the Argyros School of Business and Economics, Chapman University, California, USA
- 2014 — Cecilia Malmström, EU Commissioner for Home Affairs
- 2016 — Professor Gustaf Arrhenius, Director for the Institute for Future Studies, Professor of Practical Philosophy at Stockholm University
- 2017 — Professor Anna Dreber Almenberg, Stockholm School of Economics
- 2018 — Professor Edward I. Altman, Stern School of Business, New York University, USA
- 2019 — Professor Martin L. Weitzman, Harvard University, USA[2]
- 2020 — Professor Mariana Mazzucato, University College London, UK[3]
- 2022 — Professor Timothy Snyder, Yale University, USA[4]
- 2023 — Professor Dani Rodrik, Harvard University, USA[5][6]